# Mayookha Johny
Mayookha Johny (née le 9 avril 1988 dans le district de Calicut, Kerala) est une athlète indienne, spécialiste du saut en longueur et du triple saut.
Sur le saut en longueur, elle détient un record de 6,64 m, obtenu à New Delhi le 29 juillet 2010 et sur le triple, une mesure de 14,11 m, obtenue à Kobé le 9 juillet 2011, qui lui vaut la médaille de bronze asiatique (elle y remporte également le titre de championne d'Asie de la longueur). Elle se qualifie le 27 août pour la finale des Championnats du monde à Daegu.